# Paternion
Paternion (slovenska: Špaterjan) är en ort och köpingskommun (tyska: Marktgemeinde) i Österrike. Den ligger i distriktet Villach-Land i förbundslandet Kärnten, 270 km sydväst om huvudstaden Wien. Kommunen har 5 767 invånare (2024).
Kommunen består av 20 orter (Ortschaften) (inom parentes invånarantal 1 januari 2024):

- Aifersdorf (126)
- Boden (20)
- Duel (64)
- Ebenwald (77)
- Feffernitz (342)
- Feistritz an der Drau (1 601)
- Feistritz an der Drau-Neusiedlung (213)
- Kamering (148)
- Kreuzen (119)
- Mühlboden (113)
- Neu-Feffernitz (1 154)
- Nikelsdorf (563)
- Patendorf (17)
- Paternion (695)
- Pobersach (89)
- Pogöriach (184)
- Pöllan (148)
- Rubland (89)
- Tragail (1)
- Tragin (4)